# (10504) Doga
(10504) Doga ist ein Asteroid des Hauptgürtels, der am 22. Oktober 1987 von der ukrainisch-sowjetischen Astronomin Ljudmyla Schurawlowa am Krim-Observatorium in Nautschnyj (IAU-Code 095) entdeckt wurde.
Der Asteroid gehört zur Merxia-Familie, einer Gruppe von Asteroiden, die nach (808) Merxia benannt wurde.
(10504) Doga wurde am 18. März 2003 nach dem moldauisch-sowjetischen Komponisten Jewgeni Dmitrijewitsch Doga (* 1937) benannt, der die Filmmusik für eine Vielzahl populärer Filme geschrieben hat.